# 蓬托尔松
蓬托尔松（法語：Pontorson，法語發音：[pɔ̃tɔʁsɔ̃]）是法国芒什省的一个市镇，属于阿夫朗什区。该市镇于2016年由原蓬托尔松与市镇马塞、韦塞合并而成。

## 地理
蓬托尔松（48°33'12"N, 1°30'26"W）面积61.47 平方千米，位于法国诺曼底大区芒什省，该省份为法国西北部沿海省份，西、北、东北三面环大西洋，东起顺时针与卡爾瓦多斯省、奧恩省、马耶讷省和伊勒-维莱讷省接壤。
与蓬托尔松接壤的市镇（或旧市镇、城区）包括：滨海于讷、塔尼、塞尔翁、圣雅姆、萨塞、欧塞拉普莱讷、苏热阿勒、普莱讷富热尔、圣乔治德格雷艾涅、博瓦尔、勒蒙-圣米歇尔。
蓬托尔松的时区为UTC+01:00、UTC+02:00（夏令时）。

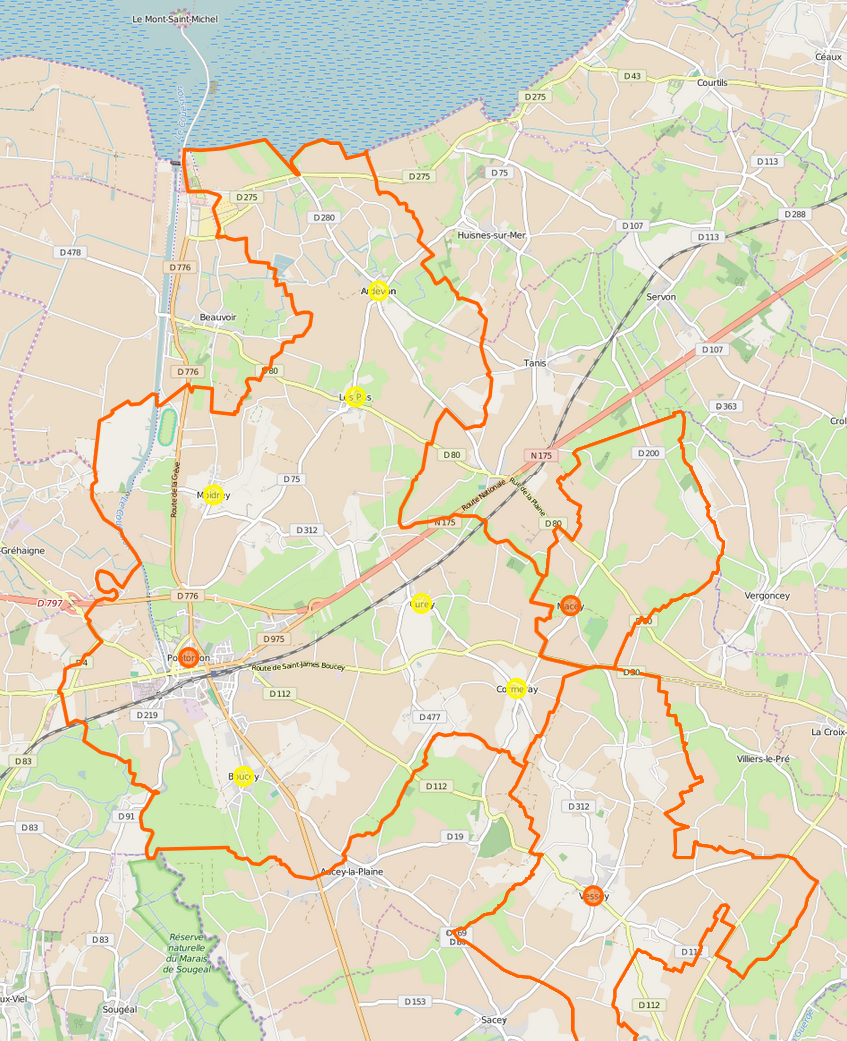
蓬托尔松的OSM定位图

## 行政
蓬托尔松的邮政编码为50170，INSEE市镇编码为50410。

## 政治
蓬托尔松所属的省级选区为蓬托尔松县。

## 人口

1962-2008年间蓬托尔松人口变化图示

蓬托尔松于2022年1月1日时的人口数量为4319人。